# Johannes (Constantia)
Johannes war Titularbischof von Constantia und Weihbischof im Bistum Cammin und im Bistum Havelberg. 
Bischof Johannes trat im Jahre 1447 als Weihbischof im Bistum Cammin auf: Er weihte die Gertrudkapelle in Prenzlau und erteilte ein Ablassprivileg. Er trat als „Johannes ... episcopus Constantianensis“ auf, also als Johannes, Bischof von Constantia. Diözesanbischof in Cammin war damals Henning Iven.
Ebenfalls 1447 trat Bischof Johannes als Weihbischof im Bistum Havelberg auf.  
Welches Bistum mit „Constantia“ gemeint ist, ist nicht geklärt. 